# Presidente Bernardes (Minas Gerais)
Presidente Bernardes é um município brasileiro do estado de Minas Gerais. Sua população recenseada em 2022 pelo Instituto Brasileiro de Geografia e Estatística era de 4 850 habitantes.

## História

### Minas colonial
A região era originalmente habitada por indígenas puris e boruns. Sabe-se que em 1704, o sertanista João de Siqueira Afonso teria descoberto ouro na região. Teria retornado anos depois, para prear indígenas. Conta-se que Borba Gato ali residiu por algum tempo. Mesmo que tenha tido um surto minerador nos primeiros anos, a região foi majoritariamente agricola.
Junto aos primeiros habitantes, foi fundada, no topo do morro Santo Cruzeiro, uma pequena Capela dedicada a Santo Antônio. Posteriormente, em 1755, foi construida a Igreja Matriz de Santo Antonio, substituindo a primitiva capela. Naquele contexto, o povoado era conhecido como Calambau, e fazia parte da freguesia de Guarapiranga, atual Piranga.

#### O pasquim do Calambau
Pasquins eram papeís manuscritos e anônimos, que eram fixados em lugares de grande circulação nos centros urbanos. Costumavam ser fixados nas primeiras horas do dia, ainda de madrugada, por terem um tom satirico no contar das noticias, ou mal dizer os poderosos.
Eles sofriam uma perseguição implacável, bem como os seus realizadores. Justamente por isso, poucos desses exemplares sobreviveram até os dias atuais. Em Calambau, em 1798, foi fixado três cópias de um pasquim. Naquele contexto, Presidente Bernardes ainda era um arraial, parte da freguesia de Guarapiranga. Apenas um exemplar sobreviveu até os dias de hoje.
O "pasquim do Calambau" foi redescoberto pelos historiadores Álvaro de Araujo Antunes e Luciano Figueiredo, da Universidade Federal de Ouro Preto. Ele teria sido realizado seis anos depois da condenação dos réus da Conjuração Mineira, e relata de forma satírica a má conduta de um morador local libertino. Também apresenta uma visão incomum da Inconfidência Mineira, atacando a movimentação com grande ferocidade.
O documento gerou o livro O pasquim do Calambau: infâmia, sátira e o reverso da Inconfidência Mineira (2023), organizado pelos historiadores supracitados.

### Séculos XX e XXI
Calambau permaneceu como distrito de Piranga até 1953, depois de um longo processo de dez meses, que contou com ativa participação da população. Em 13 de dezembro de 1953 o distrito foi elevado a município, pela lei estadual n° 1.039, passando a se chamar Presidente Bernardes, uma homenagem ao ex-presidente Arthur Bernardes.
O nome da cidade, todavia, é polêmico, e não foi aceito por toda a população. Muitos preferiram que o nome antigo, Calambau, de origem indígena, fosse mantido. Calambau significa "o lugar onde o mato é ralo e o rio faz curvas". Em 1985, o prefeito municipal Geraldo de Oliveira Maciel, sancionou a lei municipal nº 354/85, decretada pela Câmara dos Vereadores, restituindo ao município o antigo topônimo de Calambau. No entanto, no mandato seguinte, esta lei foi revogada, voltando o município a se chamar Presidente Bernardes.
Em 1962, a cidade recebeu a visita do senador e ex presidente do Brasil Juscelino Kubitschek, que veio inaugurar diversas obras.

#### Lista de prefeitos do município
- José Pedro Fernandes (1955 / 1958);
- Antônio Quintão Carneiro (1959 / 1962);
- José Soares Vidigal Filho (1963 / 1966);
- Antônio Quintão Carneiro (1967 / 1970 - 2º mandato);
- Onofre Martins Fernandes, Vice-Prefeito, assumiu o cargo de Prefeito de 17/02/1969 a 17/02/1970);
- Silvério Quintão Vidigal (1971 / 1972);
- Antônio Quintão Carneiro (1973 / 1976 - 3º mandato);
- Realino de Almeida (1977 / 1982);
- Geraldo de Oliveira Maciel (1983 / 1988);
- Realino de Almeida (1989 / 1992 - 2º mandato);
- Izaltino Vital de Souza (1993 / 1996);
- Geraldo de Oliveira Maciel (1997 / 2000 - 2º mandato);
- Olívio Quintão Vidigal Neto (2001 / 2004);
- Olívio Quintão Vidigal Neto (2005 / 2008 - 2º mandato);
- Izaltino Vital de Souza (2009 / 2012 - 2º mandato);
- Izaltino Vital de Souza (2013 / 2016 - 3º mandato);
- Jazon Haroldo Silva Almeida (2017 / 2020);
- Olívio Quintão Vidigal Neto (Prefeito Atual. Assumiu o governo do município em 2021 - 3º mandato).[6]

## Geografia
Situa-se no Vale do Piranga, na Zona da Mata Mineira e pertence à comarca de Piranga. O município possui uma área de 236,798 km² de extensão territorial, com uma densidade populacional de 20,48 habitantes por quilômetro quadrado. Fica distante a 190 km da capital mineira, Belo Horizonte.
Apresenta uma temperatura média anual de 19,4º C, sendo a máxima de 26,4º C e a mínima de 14,8º C. A altitude máxima registrada é de 875 m e a mínima de 620 m no ponto central da cidade. O município é banhado pelos Rios Piranga e Xopotó.

## Turismo
Na cidade há o centro histórico, com casarões de construção do século XVIII, XIX e XX. O núcleo histórico, ao redor da Praça Cônego Lopes é, inclusive, tombada a nível municipal. Na praça há, ainda, a Igreja Matriz de Santo Antônio, construção que remonta o século XVIII, mas foi demolida e reconstruida em 1953, em estilo neogótico.
A região ainda conta com grandes festas. Nos primeiros meses do ano acontece o carnaval da cidade. Em maio há o tradicional Festival de Cultura, Artesanato e Gastronomia. Em junho acontece a Festa da Cana e o Festival da Cachaça, em comemoração ao aniversário da cidade. A festividade sempre conta com cantores do país inteiro. Em outubro ocorre o tradicional Encontro de Bandas Musicais da cidade e dos distritos e povoados.